# Lo Bòsc
Lo Bòsc (en francès Le Bosc) és un municipi occità del Llenguadoc, situat al departament de l'Erau i a la regió d'Occitània.